# 國立東港高級海事水產職業學校
國立東港高級海事水產職業學校，（英語：National Tung Kang Maritime and Fishery Vocational High School），簡稱東港海事，坐落於臺灣屏東縣東港鎮之技術型高級中等學校。前身為「臺灣省立高雄高級水產職業學校」之分部。

## 沿革
- 1961年8月，設立「臺灣省立高雄高級水產職業學校東港分部」。
- 1968年8月，奉准獨立設校，改制為「臺灣省立東港高級水產職業學校」。
- 1980年，增設海事科部，改名「臺灣省立東港高級海事水產職業學校」。
- 2000年2月1日，因應精省，改隸為「國立東港高級海事水產職業學校」。

## 教學單位

### 技術類科
- 輪機科
- 航運管理科
- 水產食品科
- 電子科
- 水產養殖科
- 家政科

### 實用技能學程
- 船舶機電學程
- 商用資訊學程
- 烘焙食品學程
- 餐飲技術學程

## 外部連結
- 國立東港高級海事水產職業學校（页面存档备份，存于）（繁體中文）